# 唐·埃斯利
唐·福尔顿·埃斯利（英語：Donn Fulton Eisele，1930年6月23日—1987年12月2日）曾是一位美国国家航空航天局的宇航员，执行过阿波罗7号任务。